# 瑪格麗特 (北卡羅萊納州)
瑪格麗特（英語：Margaret）是位於美國北卡羅萊納州富蘭克林縣的非建制地區。

## 歷史
瑪格麗特的郵局於1901年設立，其後於1908年停運。

## 地理
瑪格麗特所處的海拔為高於海平面98米（即322英呎），而該地所採用的時區為UTC-5，即北美东部时区（EST）。同時該地設有夏令時間，為UTC-5調快一小時，即UTC-4（EDT）。